# Wasserturm Woldegk

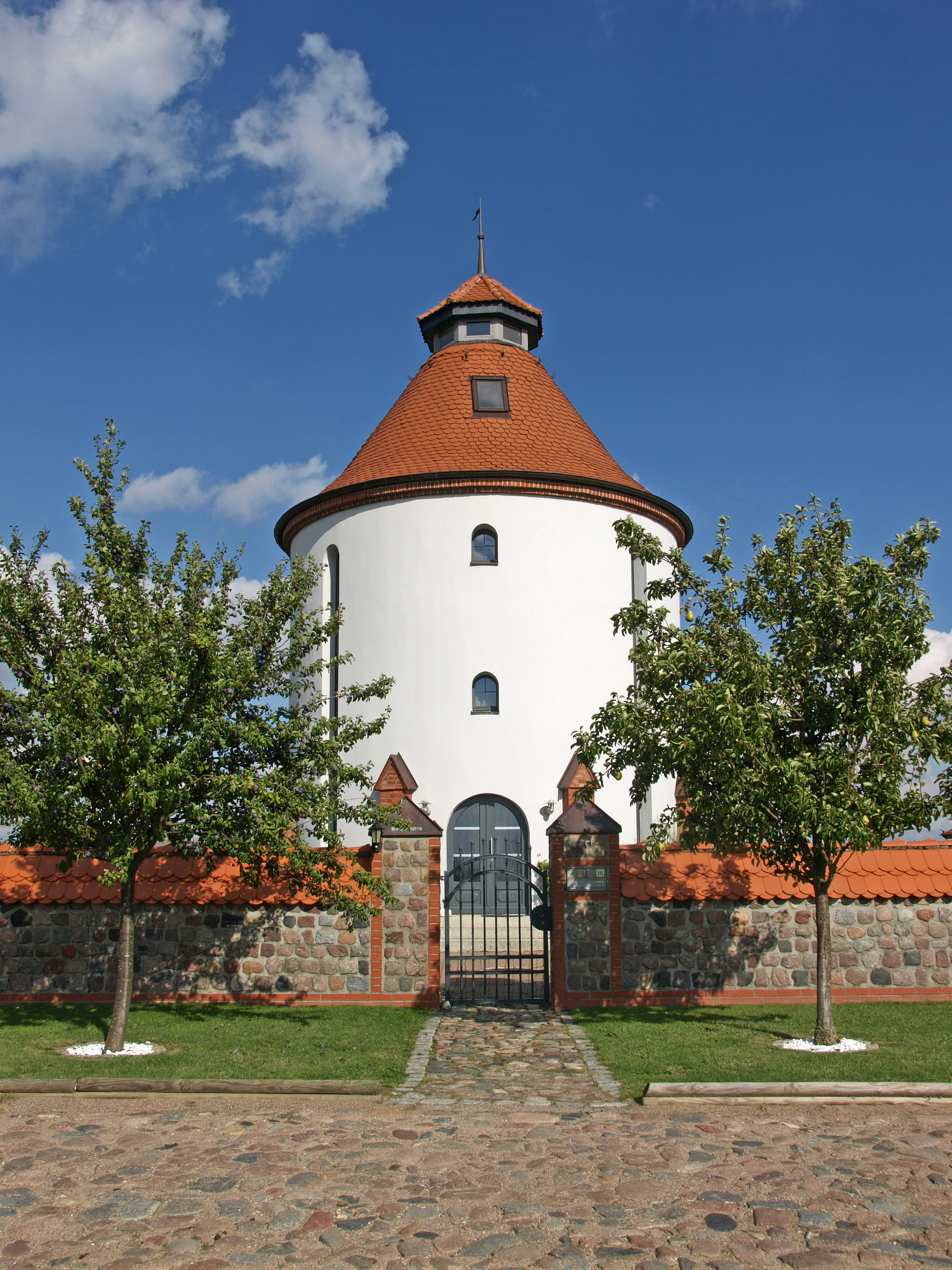

Der ehemalige Wasserturm Woldegk in Woldegk (Mecklenburg-Vorpommern Landkreis Mecklenburgische Seenplatte) auf dem nördlichen Mühlenberg, Mühlendamm 16, wurde zu einem Wohnhaus umgebaut.
Das Gebäude steht unter Denkmalschutz.

## Geschichte

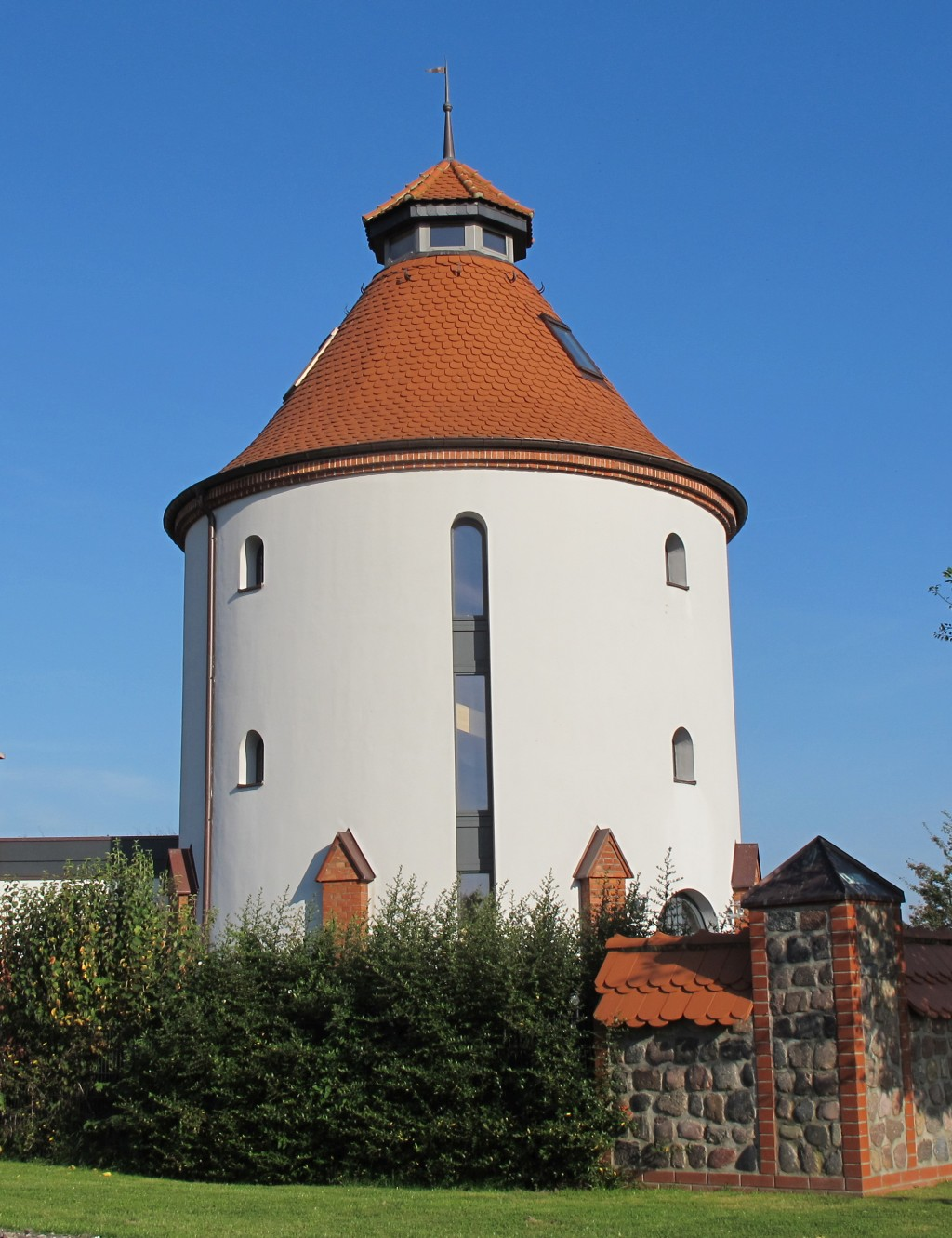

Woldegk, die Stadt der Windmühlen mit 4315 Einwohnern (2019), wurde zwischen 1236 und 1250 angelegt und war eine wichtige Grenzstadt der Herrschaft Stargard.  
Der dreigeschossige verputzte runde Turm mit einer achteckigen Laterne wurde 1912 zusammen mit dem Wasserwerk am Kleiweg gebaut.
Eine Feldsteinmauer umgibt das Areal. Ein neues Wasserwerk ersetzte 1968 die alten Anlagen.
Der leerstehende Turm konnte nach 1990 privatisiert werden. Im Turm entstand nach Umbau und Sanierung eine Wohnung.